# 투키 아르 라
투키 아르 라(아일랜드어: Tiocfaidh ár lá [ˈtʲʊki aːɾˠ ˈl̪ˠaː])는 아일랜드어로 “우리의 날이 오리라”라는 뜻이다. 여기서 "우리의 날"이란 통일 아일랜드를 말한다.
이 말은 아일랜드 공화국군 임시파(PIRA) 요원 바비 샌즈가 메이즈 교도소에서 쓴 기록물들이 그 시초로 생각된다. 이 말은 1981년의 아일랜드 단식투쟁 당시 샌즈가 쓰던 일기의 마지막 말이었다. 샌즈는 이 말을 남기고 굶어 죽었다. 교도소의 아일랜드 공화주의자들은 아일랜드어를 서로 가르치고 배우며 익혔다. 이는 이념적 이유기도 했으나 동시에 교도관들의 귀를 피해 보안을 지키기 위함이기도 했다.
신페인당에서 이 문구를 슬로건으로 채택했고, 북아일랜드의 숱한 그래피티 및 거리벽화에도 이 말이 등장했다.